# 前川淳
前川淳（日语：前川 淳，1964年7月7日—），日本男編劇。出身於神奈川縣橫濱市。劇本中心出身。

## 來歷
1995年以電視動畫《七龍珠Z》出道。從此之後活動放在主要參加兒童動畫作品為中心，近年轉往深夜動畫參加劇本統籌的工作。
代表作有《數碼寶貝大冒險》、《Bom Bom 彈珠人太空戰士》等等。女兒為配音員前川涼子。

## 參加作品
※粗體字表示劇本統籌作品。

### 電視動畫
- 七龍珠Z（1995年－1996年）
- 七龍珠GT（1996年－1997年）
- 美少女戰士Sailor Stars（1996年－1997年）
- 怪博士與機器娃娃（1997年－1999年）
- 小魔女DoReMi（1999年－2000年）
- 數碼寶貝大冒險（1999年－2000年）
- 數碼寶貝大冒險02（2000年－001年）
- 徽章戰士魂（2000年－2001年）
- 數碼寶貝03馴獸師之王（2001年－2002年）
- 戀愛占卜師（2001年－2002年）
- 網球王子[注 1]（2001年－2005年）
- Bom Bom 彈珠人太空戰士（2002年－2003年）[注 2]
- 遊☆戲☆王 怪獸之決鬥[注 3]（2002年－2004年）
- 閃靈二人組（2002年－2003年）
- 星星公主（2003年）
- 遊☆戲☆王 怪獸之決鬥GX（2004年－2008年）
- 魯邦三世：天使的策略 ～夢的碎片是殺人的香味～（日语：ルパン三世 天使の策略 〜夢のカケラは殺しの香り〜）（2005年）
- 光速蒙面俠21（2005年-2008年）
- 極速方程式（2005年－2006年）
- 我愛美樂蒂：轉轉旋律魔法牌（2006年－2007年）
- 古代王者 恐龍王 DKidz Adventure（2007年－2008年）
- 爆丸（2007年－2008年）
- 威爾貝魯物語 ～威爾貝魯的姐妹～（2007年）
- 龍鳴（2007年－2008年）[注 4]
- 威爾貝魯物語 ～威爾貝魯的姐妹～ 第二幕（2008年）
- 古代王者 恐龍王 DKidz Adventure 翼龍傳說（2008年）
- FRESH光之美少女！（2009年）
- 魯邦三世VS名偵探柯南（2009年）
- 寶石寵物（2009年）
- 爆丸2 大爆破（2010年－2011年）
- 爆丸3 狩獵保衛者（2011年）
- 名偵探柯南（2011年、2013年）
- HUNTER×HUNTER (新版)[注 5]（2011年－2014年）
- 眼鏡部！（2013年）
- Dragon Collection（日语：ドラゴンコレクション）（2014年）
- 車神超激戰（2015年－2017年）[注 6]
- 電波教師（2015年）
- 遊☆戲☆王ARC-V（2016年）
- 遊☆戲☆王VRAINS（2017年－2018年）
- 中間管理錄利根川（2018年）
- 放學後桌遊俱樂部（2019年）
- Rebirth（日语：Reバース for you#テレビアニメ）（2020年）
- 異世界悠閒紀行～邊養娃邊當冒險者～（2024年）

### 電影動畫
- 數碼寶貝大冒險3D：數碼寶貝大獎賽！（2000年／2009年再上映）
- 劇場版 網球王子：二人武士 The First Game（2005年）
- 劇場版 FRESH光之美少女！玩具王國有很多秘密!?（2009年）
- 魯邦三世VS名偵探柯南 THE MOVIE（2013年）
- 車神超激戰W：復活的黑鏡（2017年）[注 7]

### 電視劇
- 黑色推銷員（1999年）
- 蒙娜麗莎的微笑（日语：モナリザの微笑 (テレビドラマ)）（2000年）
- 京都潛入搜査官 THE SLIPPERS（日语：京都潜入捜査官 THE SLIPPERS）（2000年）
- 東京幽靈物語（日语：東京ゴースト・トリップ）（2008年）

### 電影
- 魔法戰隊魔法連者 THE MOVIE 地獄魔人的新娘（2005年）

### 錄影帶
- 爆龍戰隊暴連者VS破裏劍者（2004年）
- 飛輪少年 黑色羽毛與沉睡森林（2010年）
- 新網球王子（2012年－2013年）

### 特攝影集
- 假面天使羅塞塔（日语：仮面天使ロゼッタ）（1998年）
- 千年王國三槍手（1999年）
- 超人力霸王高斯（2001年－2002年）
- 忍風戰隊破裏劍者（2002年－2003年）
- 爆龍戰隊暴連者（2003年－2004年）
- 魔法戰隊魔法連者（2005年－2006年）[注 8]

### 小說
- 小說 FRESH光之美少女！（2016年，講談社角色文庫（日语：講談社キャラクター文庫））

## 腳註

## 相關項目
- 日本動畫師列表
- 日本編劇列表（日语：脚本家一覧）

## 外部連結
- Atsushi Maekawa在互联网电影资料库（IMDb）上的資料（英文）
- 前川淳在動畫新聞網百科全書中的資料（英文） （英文）
- 日本電影數據庫（JMDb）上前川淳的資料（日語）
- 前川淳 （页面存档备份，存于） （日語）－allcinema（日语：allcinema）
- 前川淳 （页面存档备份，存于） （日語）－KINENOTE（日语：キネマ旬報映画データベース）
- 前川淳 Movie Walker （页面存档备份，存于） （日語）
- 前川淳 - 電視劇人名錄 - ◇電視劇檔案資料庫◇ （日語）